# Ngorongoro

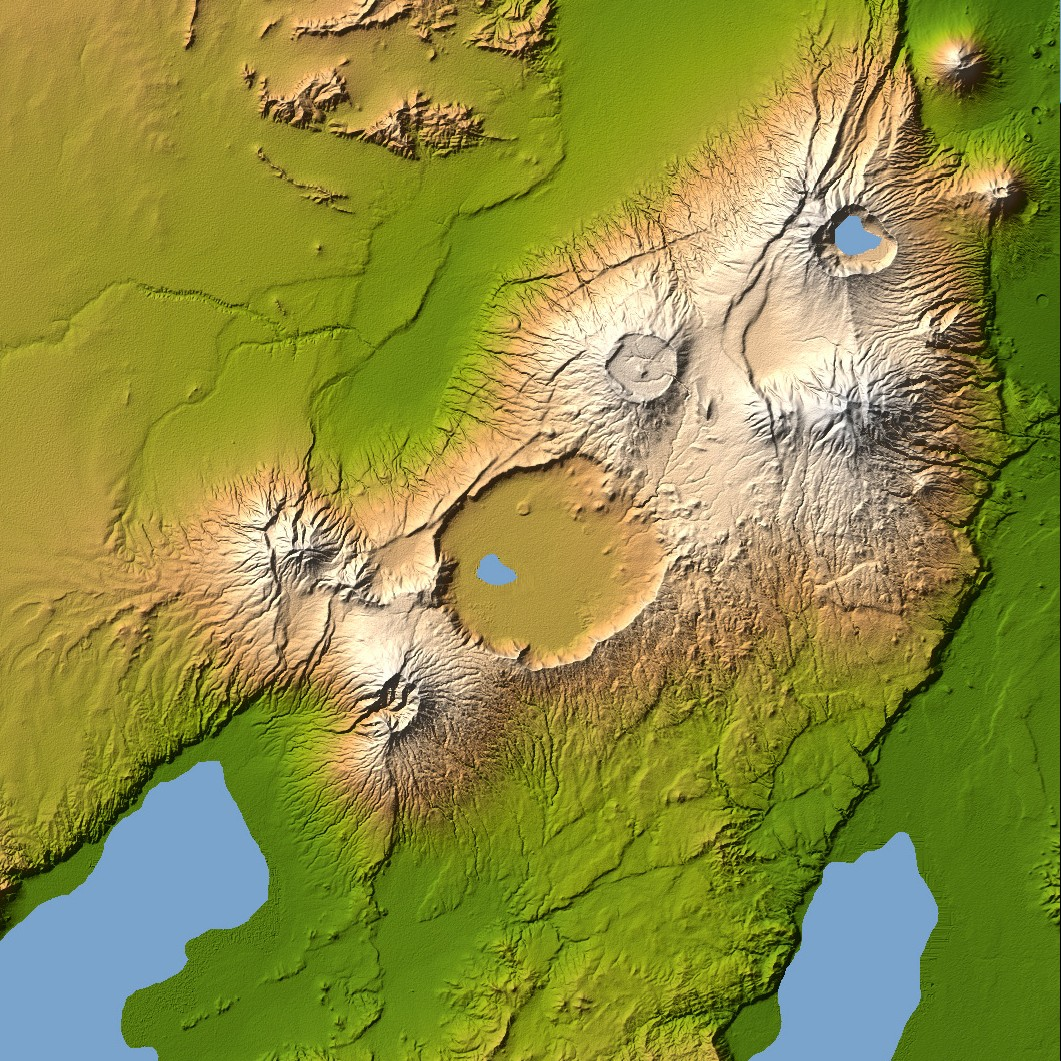
Topografická mapa Ngorongoro

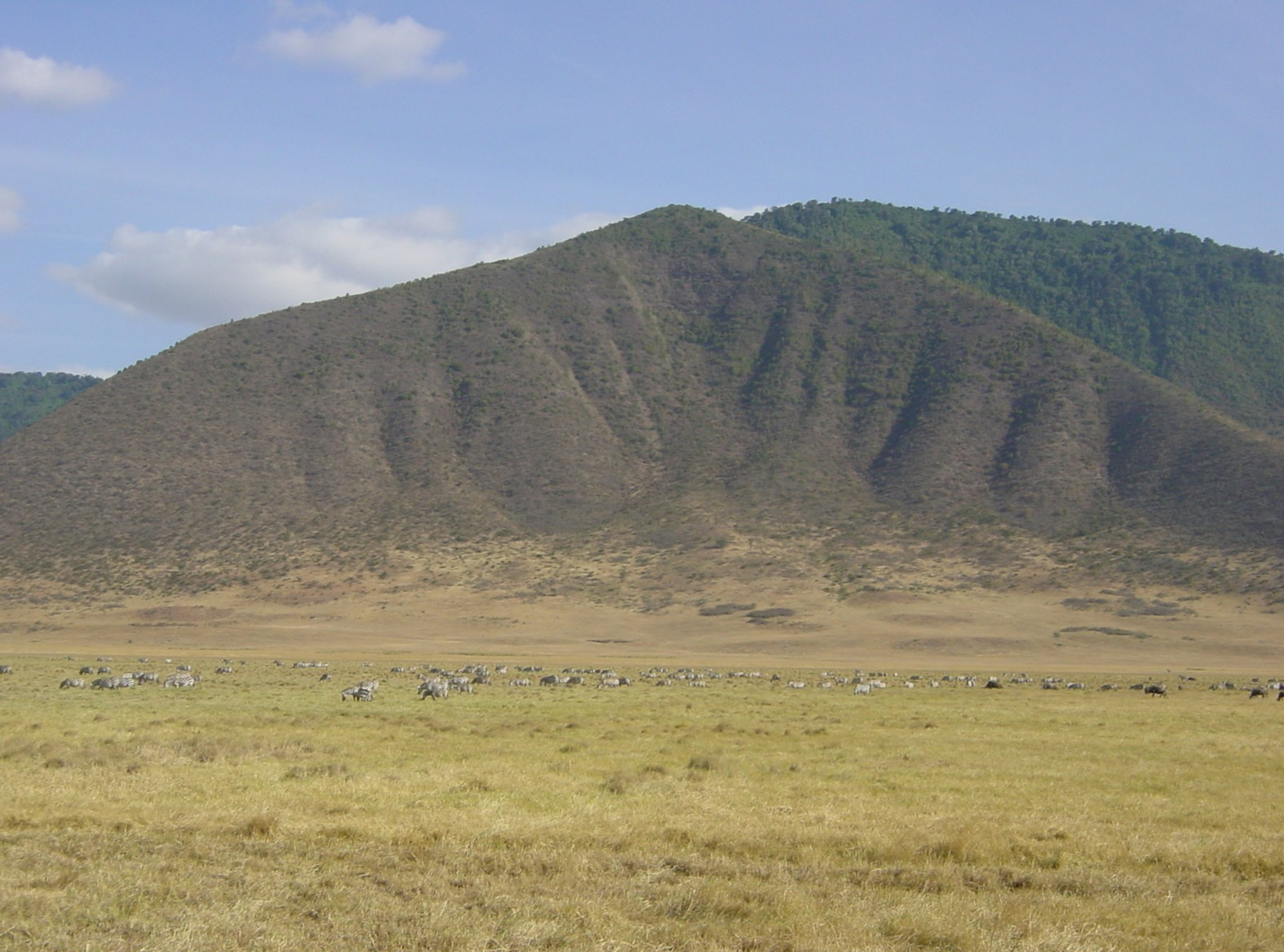
Zvěř na savaně uvnitř kráteru Ngorongoro

Ngorongoro je rozlehlé území rozprostírající se mezi stěnami obrovské kaldery, prastarého vyhaslého vulkánu v severní Tanzanii. Přesná poloha tohoto tzv. „osmého divu světa“ je 180 km od západně od města Arusha. Dno kaldery leží ve výšce 1 800 m, její stěny jsou pak o asi 600 m vyšší. V kaldeře o rozloze 260 km² se nachází největší koncentrace volně žijících afrických zvířat, včetně tzv. Velké pětky (buvol, slon, lev, leopard, nosorožec). Žije zde přibližně 30 000 jedinců. Masajové toto místo pojmenovali Dar života.
Celá chráněná oblast má rozlohu 8 288 km².

## Ochrana přírody

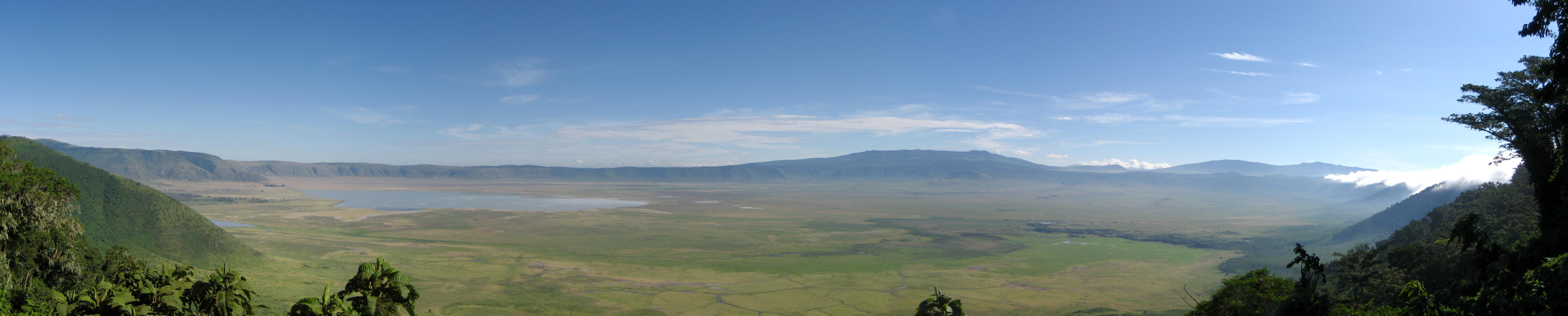
Ngorongoro kráter panoramatické foto

Oblast Ngorongoro byla vyhlášena za chráněné území v roce 1959 a v témže roce oddělena od národního parku Serengeti. Území bylo zapsáno v roce 1979 do Světového přírodního dědictví UNESCO. V roce 2010 došlo k rozšíření zápisu ve světovém dědictví UNESCO a Ngorongoro je od tohoto roku díky zde žijícím Masajům nejen přírodní, ale zároveň i kulturní dědictví.
Masajové obsadili kráter Ngorongoro před zhruba dvěma sty lety, když z něj vyhnali příslušníky slabších kmenů. Dnes se musejí podřizovat přísným pravidlům, které v národním parku Ngorongoro platí.
Země v chráněném území je víceúčelová, což je v Tanzanii rarita. Je zde zkombinována přísná ochrana divoké zvěře skloubená se zde žijícím obyvatelstvem. Využití půdy je řízeno tak, aby předešlo negativním účinkům na zvěř. Kultivace půdy je v Ngorongoro zakázána.

## Fauna
Fauna v kráteru Ngorongoro je velmi bohatá a rozmanitá. Vzácností mezi většími zvířaty jsou nosorožec černý, jehož stavy klesly z asi 108 kusů v letech 1964–1966 na 11–14 kusů v roce 1995, a hroch, jenž je v Tanzanii velmi neobvyklý. Žije zde také mnoho kopytníků: pakůň žíhaný (7 000 kusů v roce 1994), zebra (4 000), gazely (3 000). V kráteru je nejhustější populace lvů (62 kusů v roce 2001). Na okraji kráteru žijí levhart, slon (42 ks v roce 1987 a 29 ks v roce 1992), buvoli (4 000 v roce 1994). Nalezneme zde i šakaly, gepardy, hyeny.
Tahle dokonalá přírodní rovnováha funguje z velké části i díky hyenám, kterých v kráteru žije dvakrát více než v okolních oblastech. Právě hyeny se starají o to, že na ohromné ploše bývalého kráteru nezůstávají hnijící zbytky zvířat – silnými zuby rozdrtí i tu nejsilnější kost – a nakažlivé nemoci se nemohou šířit.
V kráteru Ngorongoro naopak nenarazíte na žirafy, pro něž jsou terén a vegetace na okraji kráteru nepřístupné.

## Kráter
Charakteristický je pro území Ngorongoro kráter, který je zároveň největší neporušená sopečná kaldera na světě. Kráter se vytvořil, když obrovský vulkán explodoval a zhroutil se zhruba před 2 miliony let. Kráter je 610 m hluboký a dno má plochu 260 km².

## Vodstvo
Řeka Munge Stream odvodňuje kráter směrem na sever kaldery, kde dále teče do jezera Magadi. To je sezónní slané jezero přibližně uprostřed kráteru. Řeka Lerai Stream odvodňuje vlhké lesy směrem k jihu kaldery, vyživuje tak prales Lerai ležící na dně kráteru. Dalším významnějším vodním zdrojem kráteru je Ngoitokitok Spring, v blízkosti východních svahů. Zde je i výletní místo otevřené pro turisty. Na dně kráteru se nalézá mnoho jiných malých potůčků, které jsou důležité pro zvířata a místní obyvatele - Masaje, hlavně v období sucha.